# Gare de Calais-Maritime
Ne doit pas être confondu avec Gare de Calais-Ville.
La gare de Calais-Maritime est une ancienne gare ferroviaire française, terminus de la ligne de Boulogne-Ville à Calais-Maritime. Elle est située sur l'emprise du port de Calais.
Elle est mise en service en 1849 par la Compagnie des chemins de fer du Nord, puis déplacée en 1889. Elle est fermée en 1995 par la Société nationale des chemins de fer français (SNCF), la gare de Calais-Ville redevenant le terminus voyageurs de la ligne.

## Situation ferroviaire
Établie à 6 mètres d'altitude, la gare de Calais-maritime était située au point kilométrique (PK) 297,282 de la ligne de Boulogne-Ville à Calais-Maritime, entre la gare de Calais-Ville et le heurtoir de fin de ligne.

## Histoire

### Première gare (1849)
La gare maritime « du Paradis » est mise en service le 19 août 1849 par la Compagnie des chemins de fer du Nord (Nord), lorsqu'elle ouvre à l'exploitation le prolongement de la ligne jusqu'au bassin du Paradis. Le bâtiment voyageurs, en bois, disposait notamment : d'espaces d'attente pour les voyageurs, d'un buffet, d'un hall rectangulaire de 100 m par 20 m et de bureaux. Cette « première gare maritime de France » est inaugurée le lendemain, soit le 20 août.

### Deuxième gare (1889)

La gare, à la fin du XIXe siècle.

Établie dès la construction sur son site définitif, cette nouvelle gare est équipée d'un vaste bâtiment doté de trois grands pavillons, séparés par des ailes basses.
En 1935, deux nouvelles ailes viennent agrandir ce bâtiment, qui est modernisé et doté d'un nouvel espace pour la douane et d'une grande galerie.

### Troisième gare (après-guerre)
Endommagée dès 1940, la gare de Calais-Maritime a été détruite au cours de la Seconde Guerre mondiale. En 1946, une gare provisoire est édifiée en attendant la construction d'un bâtiment définitif, inauguré en 1956,.
Le bâtiment de 1956 était entouré de plusieurs autres bâtiments et d'une couverture de quais en béton, qui ont été démolis après la disparition des trains à Calais-Maritime (survenue en 1995).
En grande partie inutilisé, le bâtiment principal a été rénové en 2019 ; depuis, il est utilisé pour l'accueil des passagers des ferrys.